# IC 3599
IC 3599 ist eine Spiralgalaxie vom Hubble-Typ SABb im Sternbild Haar der Berenike am Nordsternhimmel, die schätzungsweise 289 Millionen Lichtjahre von der Milchstraße entfernt ist. 
Entdeckt wurde das Objekt am 23. März 1903 von Max Wolf.